# Ruth Llopis
Ruth Llopis (Ciutadella de Menorca, 20 de març de 1980) és una actriu menorquina.

## Biografia
Va protagonitzar Contratemps l'any 2016 i actua a la sèrie de Netflix de Guillem Clua Smiley de 2022. Prèviament, ja havia participat en una producció de Netfix anomenada Valeria. El mateix any de l'estrena de Smiley, Llopis va formar part de l'elenc de «Sicília sense morts», adaptació de la novel·la homònima de Guillem Frontera, producció duta a terme per IB3 Televisió on compartia cartell amb el seu pare, Blai Llopis, així com a l'actor igualment menorquí Luís Marquès.

## Premis
En l'edició de l'any 2017 va ser nominada en la categoria de millor actriu femenina als premis Gaudí pel seu paper a la pel·lícula El rei borni de Marc Crehuet.